# Expolio napoleónico en España

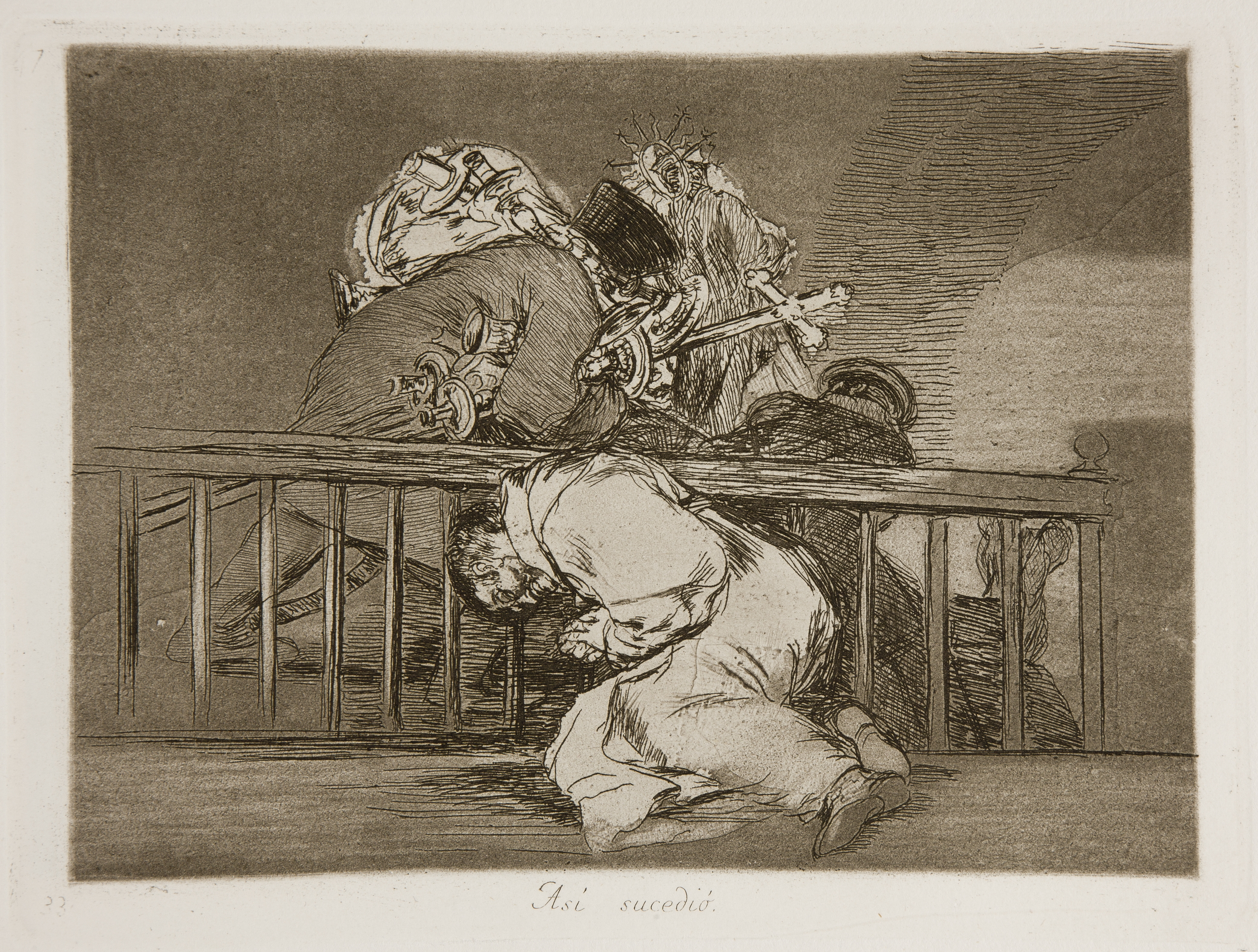
Así sucedió, uno de los grabados de Francisco de Goya para la serie Los desastres de la guerra, que muestra a unos soldados franceses expoliando reliquias y objetos litúrgicos del interior de un edificio religioso tras agredir a un sacerdote.

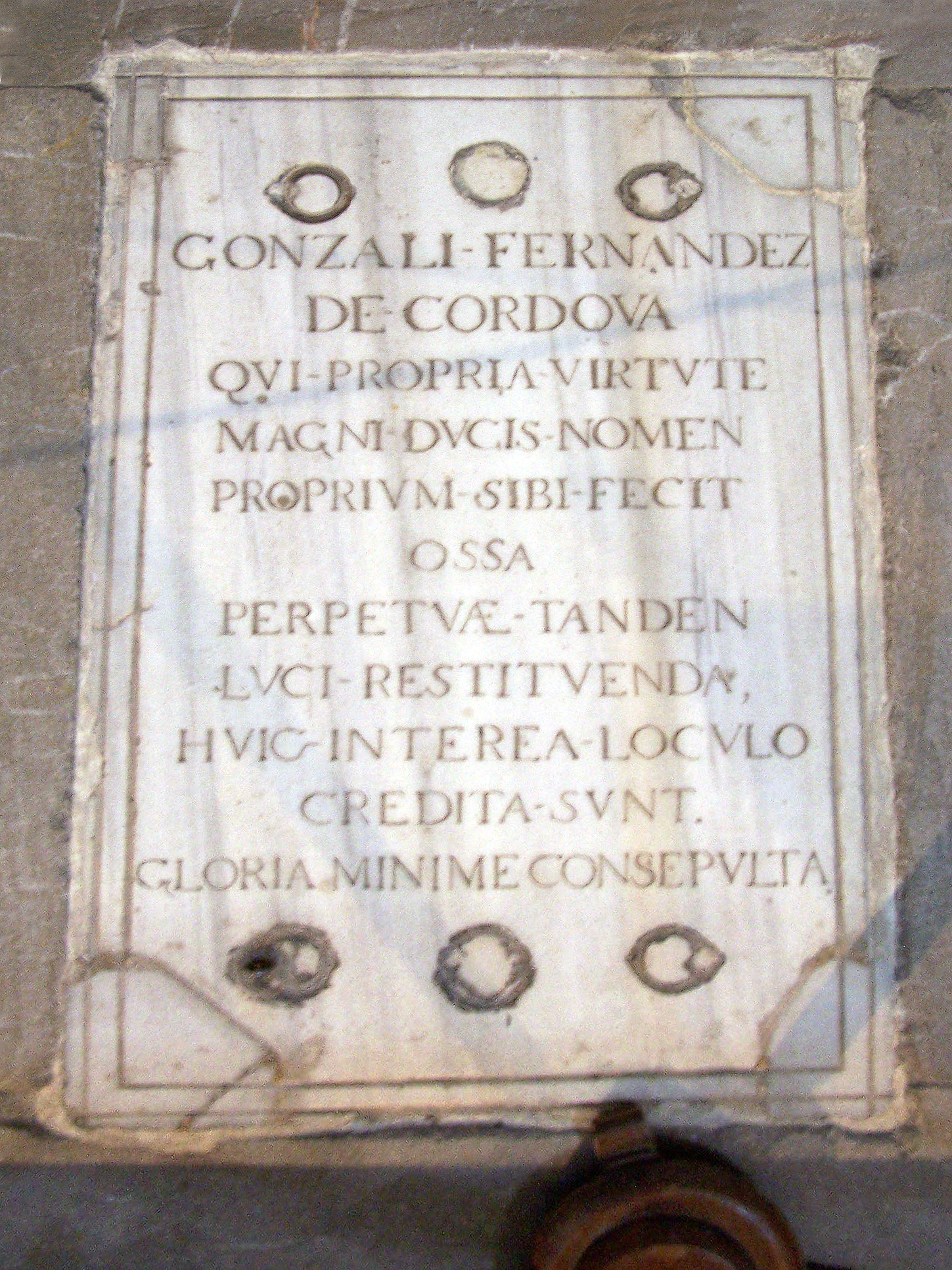
Lápida de la tumba de Gonzalo Fernández de Córdoba El Gran Capitán en el Monasterio de San Jerónimo de Granada, que fue abierta en 1810 por los soldados franceses en la invasión francesa de España, profanando los restos y saqueando las reliquias de su interior.

El expolio de arte llevado a cabo por las tropas napoleónicas y el gobierno de José Bonaparte —impuesto por Napoleón— durante la Guerra de la independencia española (1808-1814) fue, desde el punto de vista cultural, el saqueo más importante sufrido por España en su historia.

## Contexto
Existen diversas razones por las que desde la antigüedad los ejércitos vencedores han saqueado y expoliado a las naciones vencidas. Desde las más evidentes de conseguir botín de guerra y financiar las guerras, o castigar y vengarse de los vencidos, hasta las más sutiles de destruir al enemigo hasta el nivel de sus valores, ideas o expresiones culturales, el robo sistemático es una constante en todas las guerras.: 183–184 
Napoleón comenzó su saqueo del patrimonio artístico en Bélgica y Holanda en 1794, con la excusa de crear el Museo Napoleón, una síntesis del arte mundial, símbolo de poder y cultura, el que posteriormente se convertiría en el museo del Louvre. Le siguió el expolio de Italia en 1796 y en sus campañas en Egipto de 1798 a 1801, Napoleón consiguió, por ejemplo, la piedra de Rosetta. A pesar de que su derrota obligó a entregar los objetos más importantes a Inglaterra —así acabó la piedra de Rosetta en el British Museum—, Francia pudo quedarse con objetos menores, algunos de los cuales acabaron en el Louvre. Napoleón fue el primero en sistematizar este robo de arte en época moderna. Quería apropiarse de esa grandeza y engrosar los fondos del museo del Louvre, que en la época ya contaba entre los mejores del mundo. El proceso empleado por Napoleón, sus funcionarios y generales fue:: 184–185 

- Saqueo bajo amenazas de muerte, dirigido por los generales del ejército.
- Incautación oficial con la excusa de crear un Museo Nacional.
- Selección de obras por marchantes especializados, como J. B. Lebrun.
- Traslado de las obras seleccionadas a París.
- Incorporación de las obras al Museo del Louvre o venta a otros coleccionistas.

Los intelectuales franceses justificaban este robo como una vuelta de las obras de arte al «país de la libertad», Francia:

[L]os frutos del genio son la herencia de la libertad […]. Las obras inmortales [de] Rubens, Van Dyck y otros fundadores de la escuela flamenca ya no están en un país extranjero […]. Hoy están depositados en la patria de las artes y el genio, la patria de la libertad y la santa igualdad, en la república francesa.
Jacques-Luc Barbier-Walbonne

El patrimonio artístico era considerado «utilidad pública», una aportación cultural que debe estar al servicio del Estado, por lo que las obras deben pasar a Francia, como estado dominante sobre Europa.

## El expolio de España

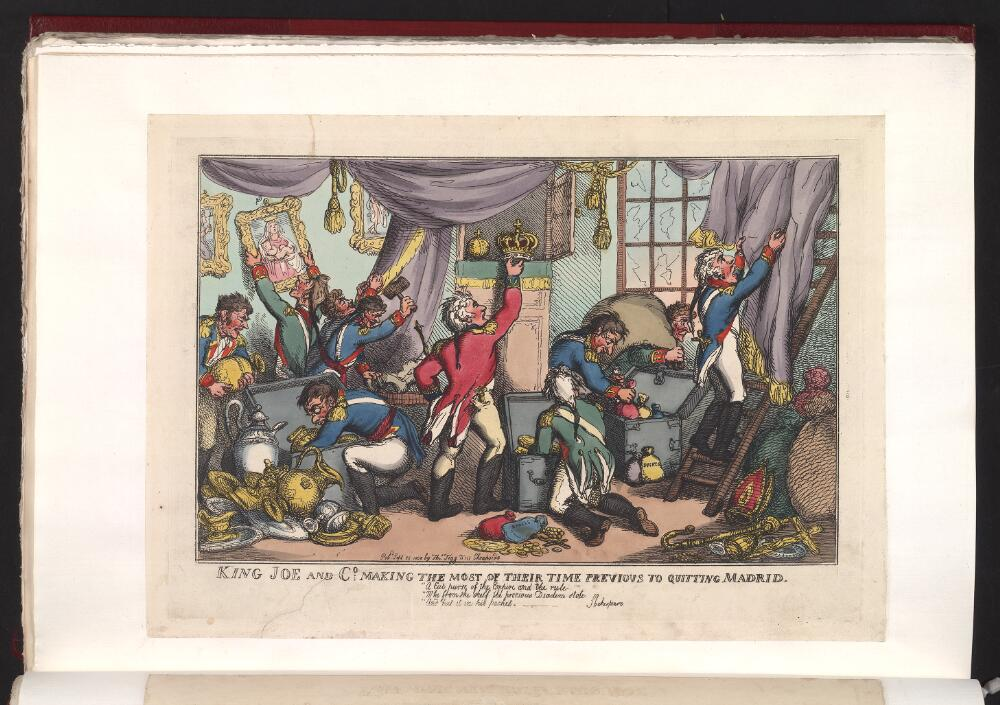
Caricatura inglesa que muestra a la camarilla de José Bonaparte saqueando los objetos de valor antes de abandonar Madrid en 1808.

Cuando las tropas de Napoleón llegaron a España llevaban una década saqueando Europa. Con el Real Decreto del 18 de julio de 1809 se suprimían las órdenes religiosas masculinas y todo su patrimonio pasaba al Estado, incluidas las obras de arte. Adicionalmente se acumularon los cuadros de los nobles fieles a Fernando VII, que fueron castigados con la confiscación de sus colecciones de arte.
El expolio de obras de arte en España se produjo por diversos caminos. El primero, el más importante, fue la intención de crear un gran museo nacional, el Museo Josefino en el palacio de Buenavista, a imagen del museo del Louvre. El museo sirvió de excusa para requisar cuadros en grandes cantidades y acumularlos en depósitos, donde el deterioro por humedades y mal almacenamiento, pero sobre todo la corrupción de los funcionarios, militares y encargados franceses hicieron que numerosas obras desaparecieran. Fue el caso de Frédéric Quilliet y su camarilla —Maignien, Nápoli y el inglés G. A. Wallis—, encargado de buscar y requisar los cuadros necesarios, que resultó tan corrupto que en 1810 fue apartado de su puesto por ello. Posteriormente se nombró una comisión de expertos para ese efecto: Manuel Nápoli, conservador, y Mariano Salvador Maella y Francisco de Goya, pintores de cámara. Esta comisión no generó los resultados esperados, por lo que se creó otra, en la que ya no participaba Goya, pero sí Denon, a la sazón director del Louvre. Denon seleccionó personalmente 250 pinturas más de las previstas como una «indemnización por la campaña militar de España».
De Madrid y alrededores se sacaron más de 1500 cuadros y de Sevilla unos 1000; algunas ciudades fueron más afortunadas, como Valencia, donde apenas desaparecieron cuadros. 300 de esos cuadros —si bien, no de los mejores— y el Tesoro del Delfín fueron enviados a París en mayo de 1813. Con tal cantidad de cuadros, la corrupción mencionada llegaba hasta lo más alto: José Bonaparte empleaba la enorme cantidad de arte acumulado como premios para sus fieles. Sobre todo los generales activos en la península ibérica, entre ellos Darmagnac, Caulaincourt, Eblé, Faviers, Sebastiani y Desolles, recibían regalos en forma de cuadros. También Godoy usó de esos cuadros para decorar sus residencias y regalar cuadros a generales y a aduladores.
Los generales no se conformaron con los regalos de José Bonaparte y, al igual que los marchantes de arte, algunos usaron el Diccionario histórico de los más ilustres profesores de las bellas artes en España de Juan Agustín Ceán para ir a monasterios o iglesias, seleccionar los cuadros más valiosos, recortar los lienzos con una navaja y llevárselos. Tampoco estaban por encima de la extorsión y el chantaje para obtener arte, oro, plata y piedras preciosas.: 51 ss.  Un oscuro artillero francés, Manière, relata que cierto Maréchal, tras no poder llevarse un Velázquez de la catedral de Toledo, exigió el pago de «un million en quàdruples ou en onces d'or» en dos horas o volaría el puente romano. Manière, indignado, exclamaba «Que de fortunes acquises dans ce genre!» [¡Cuantas fortunas se han adquirido así!]. Y a pesar de que el Real Decreto del 1 de agosto de 1810 renovaba la prohibición de exportar obras de arte, el envío de cuadros a Francia continuó sin interrupción.
Otro de los grandes causantes del expolio fueron los marchantes «buitre» como el mencionado Quilliet y otros, como Lebrun, Maignain, los británicos Nathan y Wallis, y el holandés Coesvelt, especializados en seguir la estela de las tropas francesas y aprovecharse de las desgracias que genera una guerra. Subastas públicas, pero también anónimas y operaciones encubiertas, como la venta fraudulenta de la Venus del espejo por Quilliet a Wallis les servían para obtener cuadros. Las órdenes religiosas a veces vendían sus bienes para evitar su robo.
Finalmente el vandalismo de las tropas francesas. Las tropas a menudo eran alojadas en monasterios y conventos que eran convertidos en cuarteles y cuadras. La transformación destruyó gran parte de los edificios, incluyendo el derribo de parte o todo. En este contexto el robo de cualquier objeto de valor, hasta el punto de profanar tumbas en busca de oro, era habitual. En Zaragoza los soldados arrancaron las pinturas de Goya de los altares retablo de la iglesia de Torrero para protegerse de la lluvia y del frío, según la explicación del mariscal Lannes; en cambio, el mariscal de campo don Luis de Villaba comentaba que era más probable que tratasen de robar los marcos dorados y que, sin saber que hacer con los lienzos, los usasen para protegerse de los elementos.: 45–46  Otro ejemplo es la suerte del convento Madre de Dios de la orden tercera de Nuestro Señor San Francisco de Córdoba:

[…] quemaron las imágenes de Santa Rosa de Viterbo y de Santa Margarita de Cortona y solo dejaron media cabeza de una. Hicieron pedazos la preciosa imagen de la Purísima Concepción y solo se ha encontrado un pedazo de la peana y las manos medio quemadas. Dieron de cuchilladas y dividiendo las mejillas del rostro de la imagen de Ntro. P. San Francisco. Hicieron pedazos un crucifijo de marfil y otro de madera y cortaron las cabezas a varios ángeles y Niños y clavaron otros en la pared de una celda cortándoles narices, orejas y manos para mayor irrisión. Quebraron algunas aras y las losas de las bóvedas de los difuntos dejándolas abiertas. Despojaron los altares de manteles, candeleros etc.
Informe de Fray Ginés Sánchez, Padre Ministro

Sobre todo el arte en plata sufrió un expolio extremo: objetos pequeños y medianos, fácilmente transportables y que pueden ser fundidos en lingotes sin dejar rastro. En Zaragoza, las tropas francesas se llevaron la imagen de plata que el Colegio Médico solía sacar en procesión para la festividad de San Cosme y San Damián. En 1809, la procesión de San Miguel Arcángel tampoco se pudo realizar, ya que la imagen de plata que tenía la ciudad fue robada. La rica cama de plata del Cristo Yacente desapareció y tuvo que ser sustituida por una de madera. Una buena parte del tesoro del Pilar desapareció, aunque piezas importantes pudieron ser ocultadas.: 48–49  Esto solo son algunos ejemplos en una única ciudad, Zaragoza. Se han estudiado también los casos de Navarra, Calahorra o Guipúzcoa. En Segovia no se conserva mucha información, pero todas las iglesias tuvieron que entregar objetos de valor a los invasores, que nunca fueron recuperados. En la provincia, la zona más afectada fue el triángulo formado por las localidades Villacastín, Navas de San Antonio y Vegas de Matute. Sirva como ejemplo uno de los mayores saqueos, el de la iglesia de Vegas de Matute del 31 de julio de 1812, de la que desaparecieron más de 30 objetos de plata: dos cálices, tres lámparas, los cetros pequeño y grande del Santísimo, los cetros de Nuestra Señora del Rosario, de San José, de San Sebastián y de San Bartolomé, las coronas con imperiales de Nuestra Señora del Carmen y del Niño Jesús, un portapaz, la custodia portátil de tres cuerpos —que actualmente se encuentra en el Museo Nacional de Artes Decorativas de Madrid (N.º de inventario CE19512)—, un incensario, una naveta, la cruz procesional grande y el rostrillo de Nuestra Señora del Rosario.
| |
| El Tesoro del Delfín Fue enviado en 1813 a París, sin sus estuches; fue devuelto al Real Gabinete en 1815, pero muy deteriorado y con algunas piezas faltantes. |

| |
| Virgen del Rosario con el Niño de Murillo El Convento Casa Grande del Carmen de Sevilla tuvo que venderlo durante la guerra por cuestiones económicas; lo compró Julian Benjamin Williams, cónsul inglés en Sevilla, que llegaría a tener más de 40 obras de Murillo; actualmente se encuentra en la colección particular Gilberto Gutiérrez, Texas, Estados Unidos. |

| |
| Muerte del inquisidor Pedro de Arbúes de Murillo Originalmente de la Capilla de la Inquisición de Sevilla, pasó a la colección de Godoy; actualmente se encuentra en al museo del Hermitage. |

| |
| Felipe IV de castaño y plata de Velázquez Proveniente del Monasterio del Escorial, fue regalado por Bonaparte al general Dessollés; actualmente se encuentra en la National Gallery de Londres |

| |
| Venus del espejo de Velázquez Robado de la casa de Godoy en 1813, actualmente se encuentra en la National Gallery de Londres |

| |
| San Diego de Alcalá y el obispo de Pamplona de Murillo Originalmente del Convento de San Francisco en Sevilla, el general Faviers se llevó la obra a Francia; actualmente se encuentra en el Museo de los Agustinos (Toulouse, Francia) |

| |
| El triunfo de la eucaristía de Murillo Pintado para la iglesia de Santa María la Blanca de Sevilla, fue llevado a Francia por el general Faviers; actualmente está en la colección Lord Faringdon en Buscot Park (Londres, Reino Unido) |

| |
| Santo Tomás de Villanueva, niño, reparte sus vestidos de Murillo Se encontraba originalmente en la iglesia del Monasterio de San Agustín de Sevilla; fue vendida a Godoy que se la regaló al general Sebastiani; actualmente en el Museo de Arte de Cincinnati (Ohio, Estados Unidos) |

### El mariscal Soult

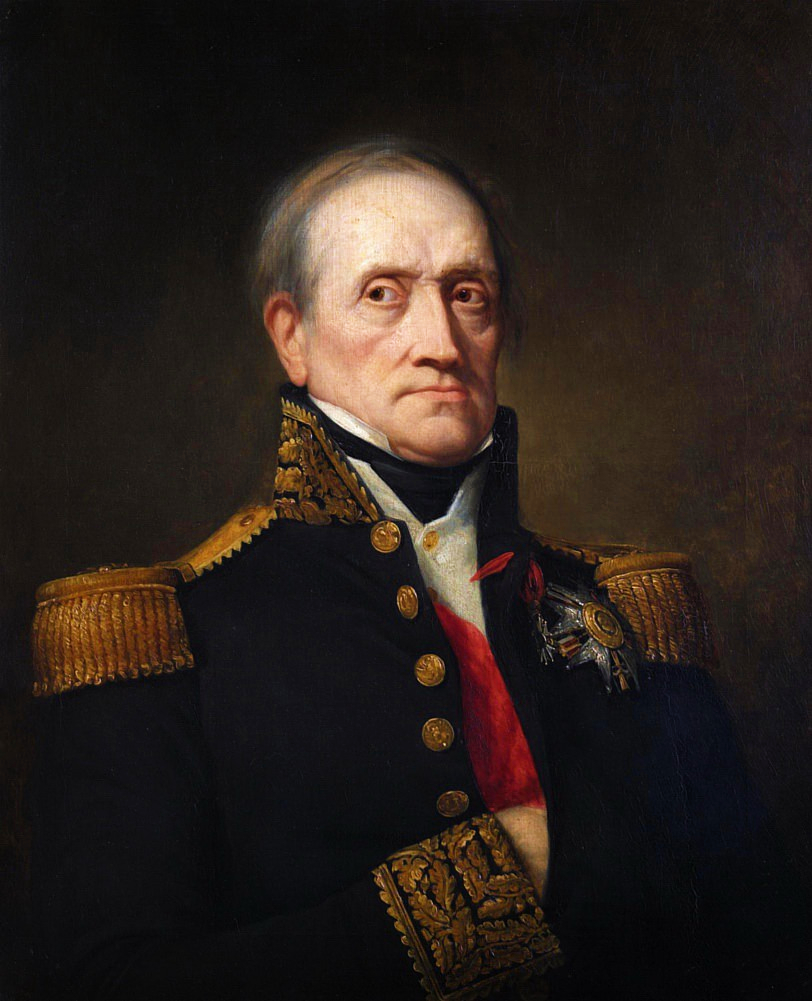
Soult como primer ministro, retratado por George Peter Alexander Healy

Jean-de-Dieu Soult tuvo una carrera militar meteórica; a los 25 años le hicieron general y en 1804 se le entregó el bastón de mariscal. A partir de 1810 actuó en España, primero como comandante del 2º cuerpo del Gran Ejército en España y Portugal y a partir de 1810 como Gobernador militar de Andalucía. Durante este tiempo aprovechó para amasar una impresionante colección particular de más de 180 cuadros.
Soult siguió diversas estrategias para realizar su saqueo. Una parte eran regalos, tanto de José Bonaparte, que usaba la colección real con generosidad, como de aduladores que querían comprar su favor. Soult también aprovechó de las dificultades que estaban pasando muchas personas para conseguir arte a bajo precio. Algunas de estas donaciones y ventas no fueron totalmente voluntarias. Se sabe que Soult, refiriéndose a uno de los cuadros de su colección, comentó que «estimo mucho el cuadro porque salvó la vida de dos personas». Una tercera vía para hacerse con arte fue «el decreto imperial del 18 de agosto de 1809 que cancelaba todas las órdenes religiosas y mendicantes de España, declarando que sus bienes pasaban a formar parte del patrimonio nacional». Solo de Sevilla sacó unos 1000 cuadros. La depredación de Soult llegó a tal punto, que el mismo Napoleón afirmaría, «Yo tendría que dar un ejemplo y ordenar fusilar a Soult, el mayor saqueador entre ellos [los mariscales].»
De 1809 a 1812 envió diez carruajes cargados de cajas con pinturas a París. Una vez llegados a su apartamento en rue de l’Université, su esposa, Louise Berg, clasificaba los bienes saqueados, restauraba lo que fuese necesario y colgaba los cuadros en sus paredes, donde pudieron ser admirados durante muchos años.
A la muerte de Soult la colección, que había conseguido una fama considerable, fue subastada. Casas reales y museos de todo el mundo de apresuraron a pujar, por lo que los cuadros de la colección quedaron repartidos por los cuatro continentes.
| |
| Abraham ofreciendo hospitalidad a los ángeles de Navarrete el Mudo Se encuentra actualmente en la Galería Nacional de Irlanda |

| |
| Inmaculada Concepción y retrato de Hernando de Mata de Juan de Roelas Se encuentra actualmente en la Gemäldegalerie de Berlín |

|                                                                                                |
| San Juan exorcizando al demonio de Alonso Cano Se encuentra actualmente en el museo del Louvre |

| |
| La comunión de la Virgen de Alonso Cano Se encuentra actualmente en el Museo Nacional de San Carlos (Ciudad de México) |

| |
| San Gil en éxtasis ante Gregorio IX de Murillo Se encuentra actualmente en el North Carolina Museum of Art |

|                                                                                                 |
| La huida a Egipto de Murillo Se encuentra actualmente en la Galleria di Palazzo Bianco (Génova) |

| |
| Inmaculada Concepción de los Venerables de Murillo Se encuentra actualmente en el museo del Prado gracias a un intercambio de obras de arte entre la Francia de Pétain y la España de Franco en 1941, en el que también llegaron a Madrid la Dama de Elche y el Tesoro de Guarrazar |

| |
| El Juicio Final de Francisco Pacheco del Río Se encuentra actualmente en el Museo Goya (Castres, Francia) |

|                                                                                                 |
| La Inmaculada Concepción de Velázquez Se encuentra actualmente en la National Gallery (Londres) |

| |
| San Basilio dictando su doctrina de Francisco Herrera «el viejo» Se encuentra actualmente en el museo del Louvre |

|                                                                                                   |
| La Virgen y el Niño de Ribera Se encuentra actualmente en el Philadelphia Museum of Art (EE. UU.) |

| |
| Abraham y los tres ángeles de Murillo Se encuentra actualmente en el National Gallery (Ottawa, Canadá) |

|                                                                                                |
| Cristo con la cruz de Sebastiano del Piombo Se encuentra actualmente en el Museo del Hermitage |

| |
| San Sebastián curado por Santa Irene de Ribera Se encuentra actualmente en el Museo de Bellas Artes de Bilbao |

| |
| San Mateo de van Dyck Se encuentra actualmente en el Museo Boijmans Van Beuningen (Rótterdam, Holanda) |

|                                                                                          |
| El tributo al César de Tiziano Se encuentra actualmente en la National Gallery (Londres) |

### El equipaje del rey José
Tras la derrota francesa en la batalla de los Arapiles, el 18 de julio de 1812, José Bonaparte decidió abandonar Madrid y dirigirse a Francia en una enorme caravana de más de 2 000 carros, el famoso «equipaje del rey José», al que Benito Pérez Galdós dedicó uno de sus Episodios nacionales con ese mismo título. La batalla de Vitoria evitó que la comitiva llegase a Francia y José Bonaparte tuvo que huir a caballo y dejar todo su equipaje atrás. La tropa, de los que más de la mitad eran británicos, asaltó con avaricia los carros y se olvidó de perseguir a José Bonaparte, lo que llevó a Wellington a afirmar que «el soldado británico es la escoria de la Tierra, se alista por un trago». Las obras de arte saqueadas se perdieron entre otras innumerables perdidas en la Guerra.
Los cuadros de mayor tamaño y las esculturas se salvaron de la rapiña gracias a que el general Maucune se había adelantado doce horas a la caravana del rey y los objetos pudieron llegar sin incidencia a París. Estos cuadros serían de los que se pudieron recuperar más tarde gracias a la acción del general Álava.
Wellington pudo salvar el carro en el que Bonaparte había guardado los cuadros: unas 200 obras de Juan de Flandes, Brueghel, Van Dyck, Tiziano, Rubens, Teniers, Guido Reni, Ribera, Correggio, Murillo, Velázquez, todas sin marco y enrolladas para ocupar menos espacio. Wellington envió inmediatamente las 300 obras recuperadas a su hermano, Henry Wellesley, a Inglaterra. A su vuelta a Gran Bretaña, Wellington decidió por su cuenta devolver los cuadros, por lo que su hermano, Henry, en ese momento embajador en Madrid, envió en 1814 una misiva a Fernando VII, informándole de que estaba en posesión del tesoro artístico. Tras no obtener respuesta, lo intentó de nuevo en septiembre de 1816 en una carta a Fernán Núñez, el embajador español en Londres. Recibió la siguiente respuesta:

Excmo. Señor. Estimado Duque y amigo: Le he acompañado la contestación oficial que he recibido de la Corte y de la misma deduzco que su Majestad, emocionado por su delicadeza, no desea privarle a usted de aquello que llegó a su poder por medios tan justos como honorables. Tal es mi opinión del caso, y así creo que debe dejar el asunto estar como está y no referirse a él más… Su devoto amigo y cariñoso primo que le saluda.
Fernán Núñez

Así, Fernando VII dejaba los cuadros definitivamente en manos de Wellington, que los colgó en su casa, Apsley House, que se ha convertido en un museo perteneciente al English Heritage, donde se puede ver a día de hoy «the Spanish gift» [el regalo español].
|                      |
| La Carcasa de Ribera |

|                             |
| San Juan Bautista de Ribera |

|                             |
| Santiago el Mayor de Ribera |

|                                  |
| Dos niños a la mesa de Velázquez |

|                                    |
| El aguador de Sevilla de Velázquez |

|                                           |
| Retrato de caballero español de Velázquez |

|                                                       |
| Retrato del papa Inocencio X de Velázquez (atribuido) |

|                                                  |
| San Francisco recibiendo los estigmas de Murillo |

|                                      |
| Isaac bendiciendo a Jacob de Murillo |

|                                        |
| Santa Catalina de Alejandría de Coello |

|                             |
| La Sagrada Familia de Mengs |

|                  |
| Dánae de Tiziano |

## La recuperación de algunas obras

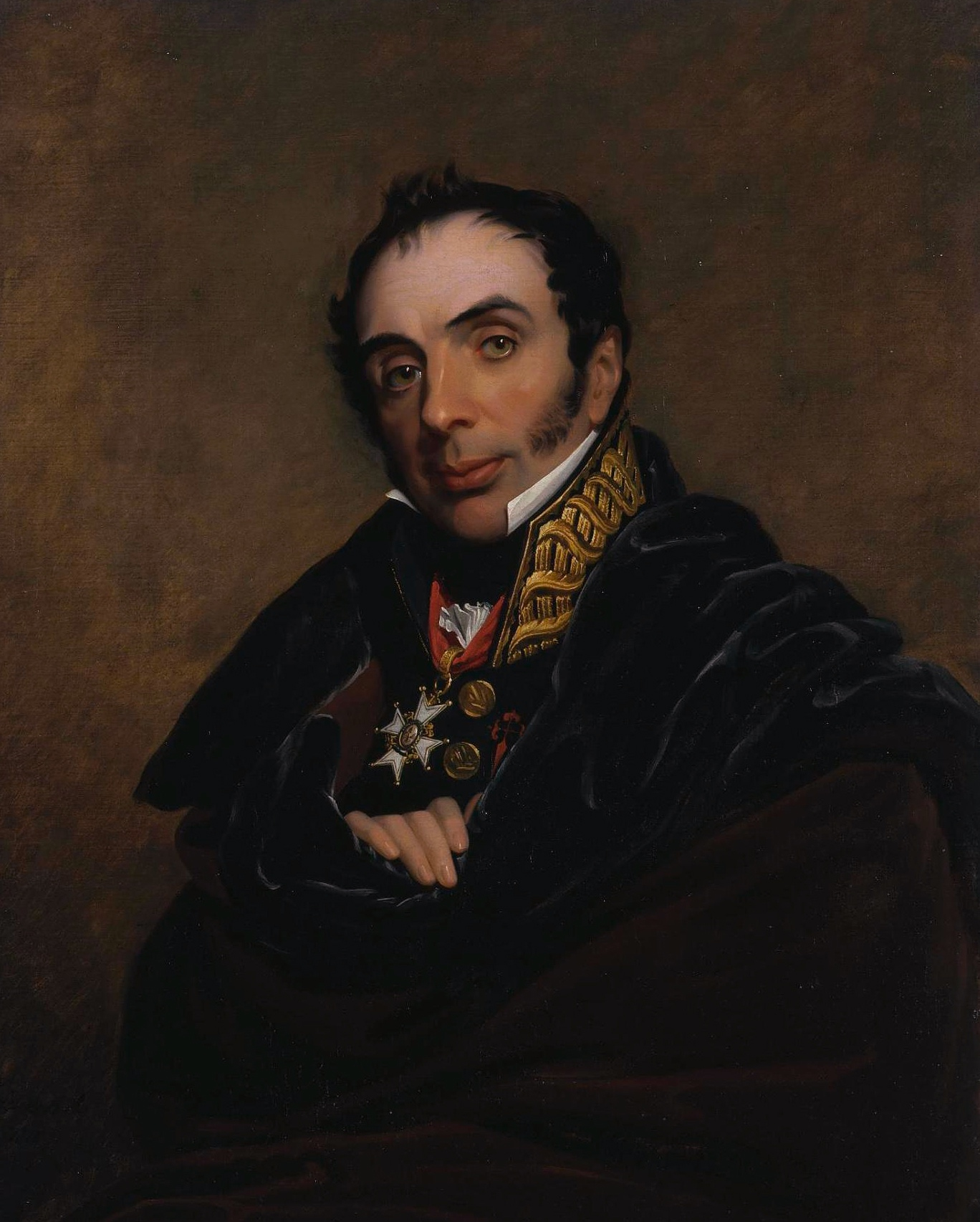
El general Miguel Ricardo de Álava en 1818.

Tras su regreso a Madrid, Fernando VII trató de recuperar los bienes expoliados por las tropas francesas que se encontraban en Francia. El embajador español en el Congreso de Viena, Pedro Gómez Labrador, se mostraba incapaz de conseguir un acuerdo sobre el tema, por lo que se acudió al general Álava, que había participado en la batalla de Vitoria y en ese momento era embajador en los Países Bajos.
El general Álava fue encargado por el gobierno de Fernando VII de recuperar las pinturas robadas por los generales franceses. Tras diversas misivas solicitando los cuadros, en una entrevista con el rey Luis XVIII consiguió la respuesta «ni los doy, ni me opongo». Al día siguiente, el 23 de septiembre, Nicolás Minussir, ayudante de Álava, junto con el pintor Francisco Lacoma y 200 infantes ingleses armados se dirigieron al museo del Louvre con la intención de recuperar los cuadros. Hubo una fuerte oposición del director del museo, Vivant Denon, que se negó en redondo a entregar pintura alguna, e incluso del pueblo de París, lo que llevó a situaciones tensas, pero se consiguieron sacar 12 pinturas. Al día siguiente fueron temprano para evitar problemas y consiguieron sacar otras 284 pinturas y 108 objetos diversos. Los objetos fueron almacenados en la embajada española de París, para ser enviados a Bruselas y luego por barco de Amberes rumbo a Cádiz, para evitar un transporte por tierra a través de Francia y arriesgar incidentes por la resistencia de los franceses. Llegaron a la Academia de Bellas Artes de San Fernando, en Madrid, el 30 de junio de 1816. Aún deberían pasar algunos años para que fuesen incluidos en el Museo del Prado.
La gesta del general Álava en el Louvre fue reconocida por la Diputación foral de Álava, que encargó un cuadro al pintor local Mikel Olazabal, Miguel Ricardo de Alava recuperando arte español en el Louvre (1815), para un simposio sobre el general que se realizó en el Museo del Prado en 2015.
Lavallée confirmó el 10 de marzo de 1816 que se habían devuelto un total de 2065 cuadros, de los cuales Sajonia (Dresde) recuperó 421, Austria 323, España 284 (además de 108 objetos diversos), Brunswick 230, Países Bajos 210, Schwerin 190, Prusia 119 (además de 268 bronces y 463 camafeos); Toscana 57, Cerdeña 59, Módena 24, Venecia 15, Verona 6, Milán 7, etc. En el Louvre quedaron ocho cuadros de pintura española. Se calcula que aproximadamente la mitad de las obras expoliadas no regresaron a sus lugares de origen; la gran mayoría se quedaron en Francia.
Como resultado de la mala gestión del Congreso de Viena, no se pudieron recuperar más cuadros y tras el cierre de los protocolos, lo recuperado por Álava fue todo lo que regresó, con excepción de dos cuadros de Tiziano enviados en 1817. Los cuadros de las colecciones de Soult, Sebastiani, Belliard y tantos otros no fueron recuperados e innumerables Velázquez, Murillo, Ribera, Tiziano, Van Dyck, Guido Reni, etc. se quedaron en Francia y más tarde, a través del comercio internacional, acabaron repartidos por los museos del mundo.: 402 ss.  Como ejemplo, de los centenares de cuadros que salieron de San Lorenzo del Escorial, solo volvieron 20.
|                                |
| La Virgen de la rosa de Rafael |

|                                  |
| El sueño del patricio de Murillo |

|                                       |
| La Adoración de los Magos de Zurbarán |

|                             |
| La circuncisión de Zurbarán |

| |
| La batalla de Jerez de Zurbarán Recuperado y llevado a la Real Academia de San Fernando, fue posteriormente vendido en Jerez y actualmente se encuentra en el Museo Metropolitano de Nueva York. |

|                                                   |
| La apoteosis de Santo Tomás de Aquino de Zurbarán |

|                                |
| Fray Pedro Machado de Zurbarán |

| |
| Santa Isabel de Hungría curando a los tiñosos de Murillo Actualmente ha vuelto al Hospital de la Caridad de Sevilla, tras exhibirse en El Prado hasta 1948. |

| |
| Dánae recibiendo la lluvia de oro de Tiziano Este cuadro no fue recuperado por el general Álava, sino que fue uno de los dos cuadros enviados por Francia en 1817. |

| |
| Venus recreándose en la música de Tiziano Este cuadro no fue recuperado por el general Álava, sino que fue uno de los dos cuadros enviados por Francia en 1817. |

## Ventas y subastas (1830-1852): la diseminación del patrimonio español
A partir de los años 20 del siglo XIX se comenzaron a vender cuadros saqueados en España. Por una parte, siempre existía la posibilidad de que España exigiese los cuadros de vuelta, por otra, no estaba muy bien visto decorar las paredes con cuadros robados. Los herederos a menudo preferían el dinero a las obras de arte.: 402 
El gobierno español trató de recuperar algunos cuadros, aunque fuera comprándolos, pero no fue posible hacerlo con muchos. Por ejemplo, Soult se negaba en redondo a vender nada que no fuera por precios astronómicos, y no hablemos ya de entregarlos, por lo que se pensó en pasar por los tribunales, para pedirle los recibos de las ventas, pero Soult estaba blindado como ministro de defensa y posteriormente como presidente del Consejo de Ministros del rey Luis Felipe de Orleans. Ni siquiera el rey Luis Felipe consiguió que vendiese al estado francés su colección por un precio razonable. No fue hasta su muerte en 1851 que los hijos decidieron vender la colección: 163 cuadros de los que 110 eran españoles. En las subastas del 15, 20 y 22 de mayo de 1852, en las que competían el Louvre, la National Gallery, el zar de Rusia y la reina de España, consiguieron la fabulosa suma de 1 467 351 francos.: 402–404 
Las casas de subastas como Erard, Boursault, Frainays o Huard, y particulares continuaron vendiendo regularmente cuadros procedentes de España. Todavía en 1857 se vendía la colección del general d'Armagnac y en 1868 la del general Lejeune. Estos cuadros acabaron en su mayoría en el Louvre, la National Gallery de Londres, el Ermitage de San Petersburgo y el Museo de Bellas Artes de Budapest. Otras pocas acabaron en la colección Wallace, la Walker Art Gallery de Liverpool, el Palazzo Bianco de Génova y las galerías nacionales de Washington y Ottawa.: 406–407 
De forma paradójica, el robo y la posterior subasta de cuadros de autores españoles sirvió para generar interés por la pintura española, que era muy desconocida en el resto del continente. En el siglo XVIII, en Francia, prácticamente los únicos pintores españoles conocidos eran Murillo, Ribera y Velázquez. La aparición en España de 300 000 franceses de todas las clases sociales cambió ese desconocimiento de las artes ibéricas, un interés que culminó en 1838 con la apertura del «Museo Español» de Luis Felipe.
| |
| La escuela del amor de Correggio Originalmente perteneciente a la duquesa de Alba, el general Murat lo tomó de la residencia de Godoy en el palacio de Buenavista; vendido por la viuda de Murat, Carolina Bonaparte, junto con otros 13 cuadros en 1822. Actualmente se encuentra en la National Gallery de Londres: 402 |

| |
| El socorro de Génova por el marqués de Santa Cruz de Pereda Vendido por el general Sebastiani a Marcell Nemes, que posteriormente lo donó al Prado, donde se encuentra actualmente: 402 |

| |
| Curación del paralítico en la piscina de Murillo Vendido por Soult al coleccionista de arte inglés Buchanan; actualmente en la National Gallery de Londres: 403 |

| |
| La dama del abanico de Velázquez De procedencia desconocida, está documentado por primera vez por Lucien Bonaparte, que consiguió el cuadro posiblemente en 1801, cuando estuvo en España; actualmente se encuentra en la Colección Wallace de Londres |